# 265 a.C.

## Eventos
- Quinto Fábio Máximo Gurges e Lúcio Mamílio Vítulo, cônsules romanos.[1][2][3] Pelos Fastos Capitolinos, este foi o primeiro consulado deste Fábio,[1] mas, de acordo com outros autores, este seria o mesmo Quinto Fábio Máximo Gurges que já havia diso cônsul em 292 a.C. e 276 a.C.[2][3]
- Cneu Cornélio Blasião e Caio Márcio Rutilo, pela segunda vez, censores romanos. Eles completaram o 35o lustrum. Márcio recebeu o cognome Censorino enquanto ocupava este cargo.[1]